# Magento
Magento is een e-commerce-platform in handen van Adobe. Er zijn twee versies: Magento Open Source, de gratis, in PHP geschreven opensource-versie en Magento Commerce, de betaalde cloud-versie. Volgens marktonderzoek uit maart 2016 is het marktaandeel van Magento onder de 10 meest populaire e-commerce-platformen 29,1% en daarmee ook het grootst. Meer dan 250.000 handelaars over de hele wereld maken gebruik van het Magento-platform.

## Geschiedenis
De e-commerce software werd ontwikkeld in samenwerking met vrijwilligers en steun van Varien Inc. (nu Magento Inc.), een besloten vennootschap gevestigd in Culver City, Californië. Varien publiceerde de eerste versie op 31 maart 2008. Roy Rubin, voormalig CEO van Varien, verkocht later een groot deel van het bedrijf aan eBay in 2011. De veilingsite had al 49 procent van de aandelen van Magento in handen voor dit moment, maar het volledige eigendom is in juni 2011 gekocht door eBay. 

## Magento 2
Magento 2.0 werd op 17 november 2015 uitgebracht. De belangrijkste speerpunten waren het bieden van nieuwe hulpmiddelen om de betrokkenheid van gebruikers te vergroten, een volledige responsive webdesign met een betere navigatie, verbeterde snelheid en veiligheid en het vergroten van de totale inkomsten. Daarnaast zijn er ook grote verbeteringen doorgevoerd in de admin interface, waardoor de beheerder en alle medewerkers efficiënter kunnen werken. 
Magento 2 is een nieuw platform. Voor de mensen die nog gebruik maken van Magento 1, geldt dat zij een volledige migratie moeten doen naar Magento 2. Het is niet mogelijk om een upgrade te doen, omdat het een separaat ontwikkeld platform is. In het nieuwe Magento 2 platform worden veel nieuwe technieken geïntroduceerd ten opzichte van Magento 1 zoals HTML5, CSS3, RequireJS, CSS pre-processor en Dependency Injector.
Om het migratieproces goed te laten verlopen, zijn er verschillende stappen nodig. Zo is het belangrijk om alle data vooraf te inventariseren en op goede wijze over te brengen naar de nieuwe omgeving. Dat kan met behulp van de migratietool van Magento. Daarnaast zullen de benodigde extensies voor de Magento 2 omgeving moeten worden gezocht en zal het thema en maatwerk opnieuw ontwikkeld moeten worden.

### End-of-life Magento 1
Met de komst van Magento 2 heeft Magento (nu Adobe) in 2018 bekendgemaakt vanaf juni 2020 de oude Magento 1 versie niet langer te ondersteunen. Dit geldt zowel voor de Magento Community als voor de Magento Enterprise editie.

## Overname Adobe
Op 19 juli 2018 is Magento Commerce voor 1,68 miljard dollar overgenomen door Adobe. Daar wordt het onderdeel van de Adobe Experience Cloud.